# Julio San Emeterio
Julio San Emeterio (Torrelavega, Cantabria, 31 de marzo de 1930 – San Felices de Buelna, Cantabria, 28 de abril de 2010) fue un ciclista español, profesional entre 1954 y 1965. Su mayor éxito deportivo lo obtuvo en 1959 al lograr 1 victoria de etapa en la Vuelta a España.

## Palmarés
1954
- Circuito Montañés

1957
- Zumárraga

1958
- 1 etapa en la Volta a Cataluña

1959
- 1 etapa en la Vuelta a España
- Avilés

1961
- 1 etapa en la Volta a Cataluña